# Liste des principales familles du Moyen Âge central
 (décembre 2024).
Cette page a pour vocation de recenser les principales familles médiévales ayant été fondées avant l'an 1000 et ayant été dissoutes après l'an 1100.
La date de fondation est la plus ancienne mention du premier ancêtre agnatique connu de la famille. Il est fréquent que ce premier ancêtre ne portait pas encore les armes ou le nom de la dynastie dont il est à l'origine. La date de dissolution correspond au décès du dernier descendant agnatique du fondateur de la famille. L'héritier désigne, dans le cas où la famille est éteinte par les mâles, une autre famille qui a hérité par un mariage avec l'un des derniers membres de cette familles du nom ou de fiefs majeurs ayant appartenu à cette famille. 

## Liste
| Blason | Dynastie                   | Fondation                 | Dernier Chef | Héritier            | Titres                                                         |
| ------ | -------------------------- | ------------------------- | --- | ------------------- | -------------------------------------------------------------- |
|        | Capétiens                  | Robert 630                | Louis de Bourbon, vivant |                     | Roi de France, Empereur de Constantinople ...                  |
|        | Maison de Lorraine         | Gérard 754                | Charles de Habsbourg-Lorraine, vivant |                     | Duc de Lorraine, Comte de Flandres                             |
|        | Jiménez                    | Eneko Arista 771          | Sanche VII, 1234 | Maison de Blois     | Roi de Navarre                                                 |
|        | Maison de Wettin           | Onfroy 775 ou Thierry 976 | Michel-Benoit de Saxe, vivant |                     | Comte palatin de Saxe, margrave de Misnie ...                  |
|        | Maison d'Ivrée             | Amédée d'Oscheret 790     | Jeanne la Folle, 1555 | Maison de Habsburg  | Duc de Bourgogne, Roi d'Italie, Roi de Castille                |
|        | Gerulfing                  | Gérulf 820                | Jean Ier, 1299 | Maison d'Avesnes    | Comte de Frise, Comte de Hollande                              |
|        | Raimondins                 | Foulques 837              | Jeanne de Toulouse, 1271 | Maison de Poitiers  | Comte de Toulouse, Duc d'Aquitaine, Comte de Tripoli           |
|        | Maison de Poitiers         | Gérard 839                | Charlotte de Lusignan, 1487 | Maison Plantagenêt  | Comte de Poitiers, Duc d'Aquitaine, Roi de Jérusalem...        |
|        | Maison de Normandie        | Rollon 846                | Mathilde l'Emperesse, 1167 | Maison Plantagenêt  | Duc de Normandie, Roi d'Angleterre                             |
|        | Ire Maison de Bourbon      | Aymar 874                 | Mathilde de Bourbon,1218 | Maison de Dampierre | Seigneur de Bourbon                                            |
|        | Maison de Blois            | Thibaud l'Ancien 890      | Jeanne de Navarre, 1397 | Capétiens           | Comte de Blois, Roi de Navarre                                 |
|        | Maison de Flandres         | Baudoin 863               | Marguerite de Constantinople, 1280 | Maison de Dampierre | Comte de Flandres, Duc de Lorraine, Empereur de Constantinople |
|        | Maison d'Armagnac          | Garcia Sanche 887         | Louis d'Armagnac, 1503 | Maison de Rohan     | Comte d'Armagnac, Duc de Nemours                               |
|        | Luitpoldinger              | Léopold 893               | François de Bavière, vivant |                     | Duc de Bavière                                                 |
|        | Dynastie franconienne      | Werner 899                | Agnès de Franconie, 1143 | Maison de Babenberg | Duc de Lotharingie, Duc de Carinthie, Empereur du Saint-Empire |
|        | Este                       | Oberto 940                | François de Modène, 1875 | Maison de Lorraine  | Duc de Ferrare, Duc de Modène                                  |
|        | Maison d'Ascanie           | Adalbert 970              | Edouard, vivant |                     | Duc de Saxe                                                    |
|        | Rochechouart               | Géraud 941                | Aimery, vivant |                     | Vicomte de Rochechouart                                        |
|        | Maison de La Rochefoucauld | Ademar 952                | Vivants : François, duc de La Rochefoucauld François Xavier, son fils, duc de Liancourt Pierre-Louis duc d’Estissac Dominique, Prince de La Rochefoucauld-Montbel |                     |                                                                |
|        | Maison Plantagenêt         | Geoffroy 985              | Edouard, 1499 | Maison Tudor        | Duc de Normandie, Roi d'Angleterre                             |
|        | Maison de Hohenstaufen     | Friedrich 997             | Conradin, 1268 |                     | Duc de Souabe, Empereur du Saint-Empire                        |